# Oljokminsk

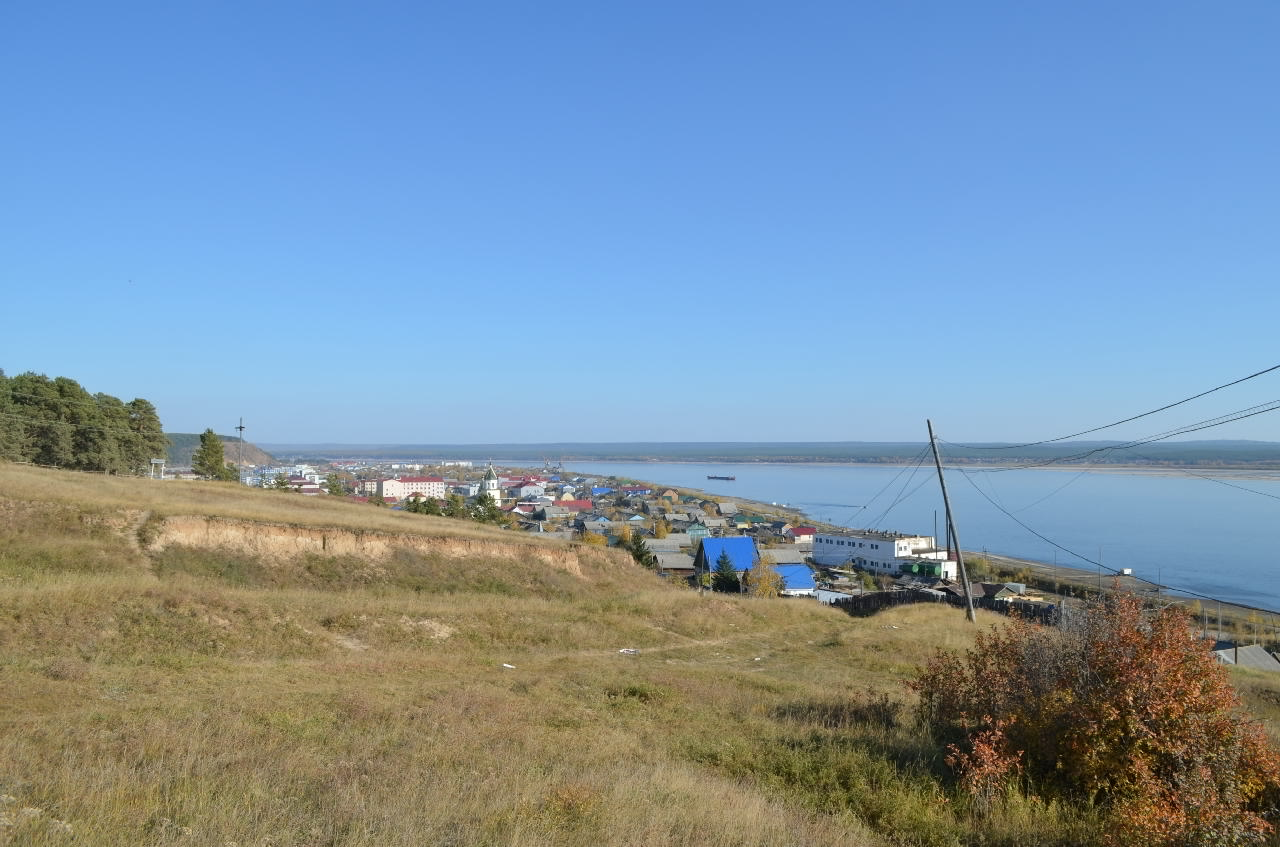
Blick auf Oljokminsk

Oljokminsk (russisch Олёкминск, jakutisch Өлүөхүмэ) ist eine Kleinstadt in der Republik Sacha (Jakutien) (Russland) mit 9494 Einwohnern (Stand 14. Oktober 2010).

## Geographie
Die Stadt liegt am Südrand des Lenaplateaus, etwa 650 km südwestlich der Republikshauptstadt Jakutsk, am linken Ufer der Lena wenige Kilometer oberhalb der Einmündung ihres rechten Nebenflusses Oljokma.
Die Stadt Oljokminsk ist Verwaltungszentrum des gleichnamigen Rajons (Ulus).
Oljokminsk besitzt einen kleinen Flughafen.

## Geschichte
Oljokminsk wurde 1636 von einem Kosakentrupp unter Pjotr Beketow (etwa 1610–1656) als kleiner Ostrog gegenüber der Mündung der Oljokma gegründet. Später wurde die Siedlung an eine günstigere, seltener unter Überschwemmungen leidende Stelle verlegt. Am Schnittpunkt wichtiger Schifffahrtswege – entlang Lena und Oljokma – liegend, war der Ort Ausgangspunkt für die russische Expansion in Richtung des Amur und wurde später zu einem Verwaltungs- und Handelszentrum auf dem Weg nach Jakutsk.
1783 wurde Oljokminsk Stadt und Verwaltungszentrum eines Ujesds, 1822 eines Kreises (Okrugs) der Oblast Jakutsk. In die Stadt waren die Dekabristen Nikolai Tschischow und Andrei Andrejew verbannt. 1897 gab es in der Stadt 120 Häuser, 26 Jurten, zwei Kirchen, ein Krankenhaus mit acht Betten, eine Kirchen- und zwei andere Schulen. Jährlich fand der regional bedeutende Oljokminsker Jahrmarkt statt.

### Bevölkerungsentwicklung
| Jahr | Einwohner |
| ---- | --------- |
| 1897 | 1.144     |
| 1926 | 2.285     |
| 1939 | 5.182     |
| 1959 | 7.876     |
| 1970 | 10.646    |
| 1979 | 10.595    |
| 1989 | 11.478    |
| 2002 | 10.003    |
| 2010 | 9.494     |

Anmerkung: Volkszählungsdaten

## Kultur und Sehenswürdigkeiten
In der Stadt ist eine Reihe von Holzbauten mit Schnitzarbeiten an Fenster und Türen erhalten. Sehenswert ist außerdem die Erlöserkathedrale (Spasski sobor, 1860) und die Alexander-Newski-Kapelle (Tschassownja Alexandra Newskogo, 1891). Es gibt ein Heimatmuseum.

## Wirtschaft
In Oljokminsk gibt es Betriebe der Holzwirtschaft und der Lebensmittelindustrie sowie ein Elektrizitätswerk. Die Stadt ist Zentrum eines Landwirtschaftsgebietes (Getreide, Gemüse, Rinder (Jakuten-Rind), Pferde (vor allem das gleichnamige Olekminsker Jakuten-Pferd), Rentiere).

## Söhne und Töchter der Stadt
- Alexander Skotschinski (1874–1960), Montanwissenschaftler
- Wladimir Jakowlew (* 1944), Politiker, ehemaliger Gouverneur Sankt Petersburgs